# Lezginski jezici
Lezginski jezici, skupina od (9) kavkaskih jezika iz Rusije i Azerbajdžana. Dijeli se na:
a. Arčinski (1): arčinski [aqc]
b. Nuklearni lezginski (7):
b1. Istočnolezginski (3): agulski [agx], lezginski [lez], tabasaranski [tab].
b2. Južnolezginski (2): buduhski [bdk], krizijski (kritski) [kry]
b3. Zapadnolezginski (2): rutulski [rut], cahurski [tkr]
c. Udinski (1): udinski [udi]

## Vanjske poveznice
- Ethnologue (14th)
- Ethnologue (15th)